# ロラード派

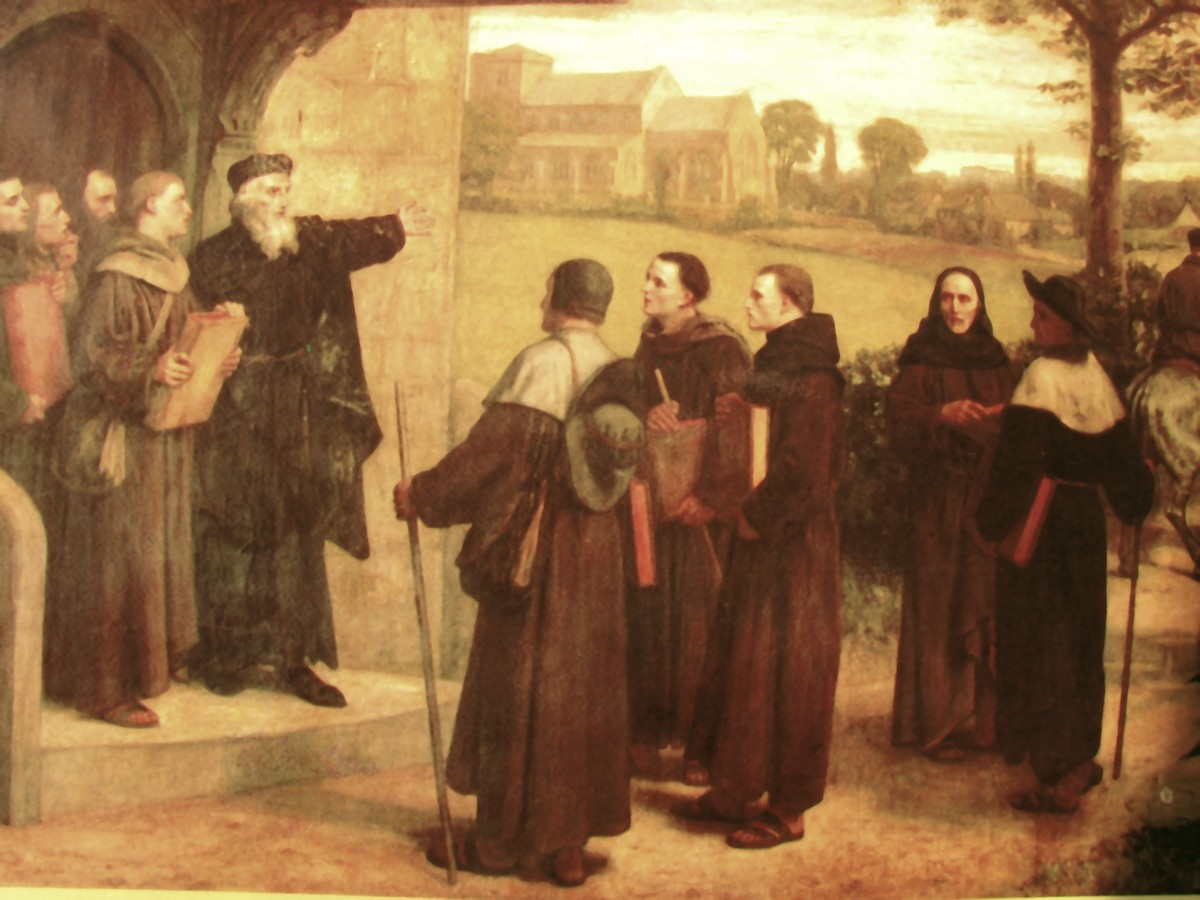
ロラード派に英語訳聖書を与えるウィクリフ

ロラード派（英: Lollards）あるいはロラード主義（英: Lollardy）は、14世紀中頃から宗教改革の時代にかけて、イングランドで起こった政治的かつ宗教的な運動のこと。ロラード主義はオックスフォード大学の神学者ジョン・ウィクリフの教えから発展し、その主張はローマ・カトリック教会の改革を要求するものであった。ロラード派はカトリックの事効論を否定し、信仰において「本物の」聖職者であるかどうかがサクラメントを行う者の必要条件であるとした。さらに信心深い俗人にも聖職者と同じ儀式を行う力があると説いた。つまりロラード派によれば、宗教的な力と権限は、聖職のヒエラルキーに基づくのではなく、信仰心に拠るものであった。同様に、ロラード主義は聖職者の権威が、聖書の権威に基づいていることを強調した。彼らは「救済された教会」の概念を説いた。それはキリストの本当の教会を意味し、敬虔な信者の共同体であり、公的なカトリック教会と重なりながらも同質ではないとされた。またロラード派は予定説を唱え、両体共存説に同意して全質変化を否定し、教皇には清貧を求め、教会財産への課税を主張した。

## 語源

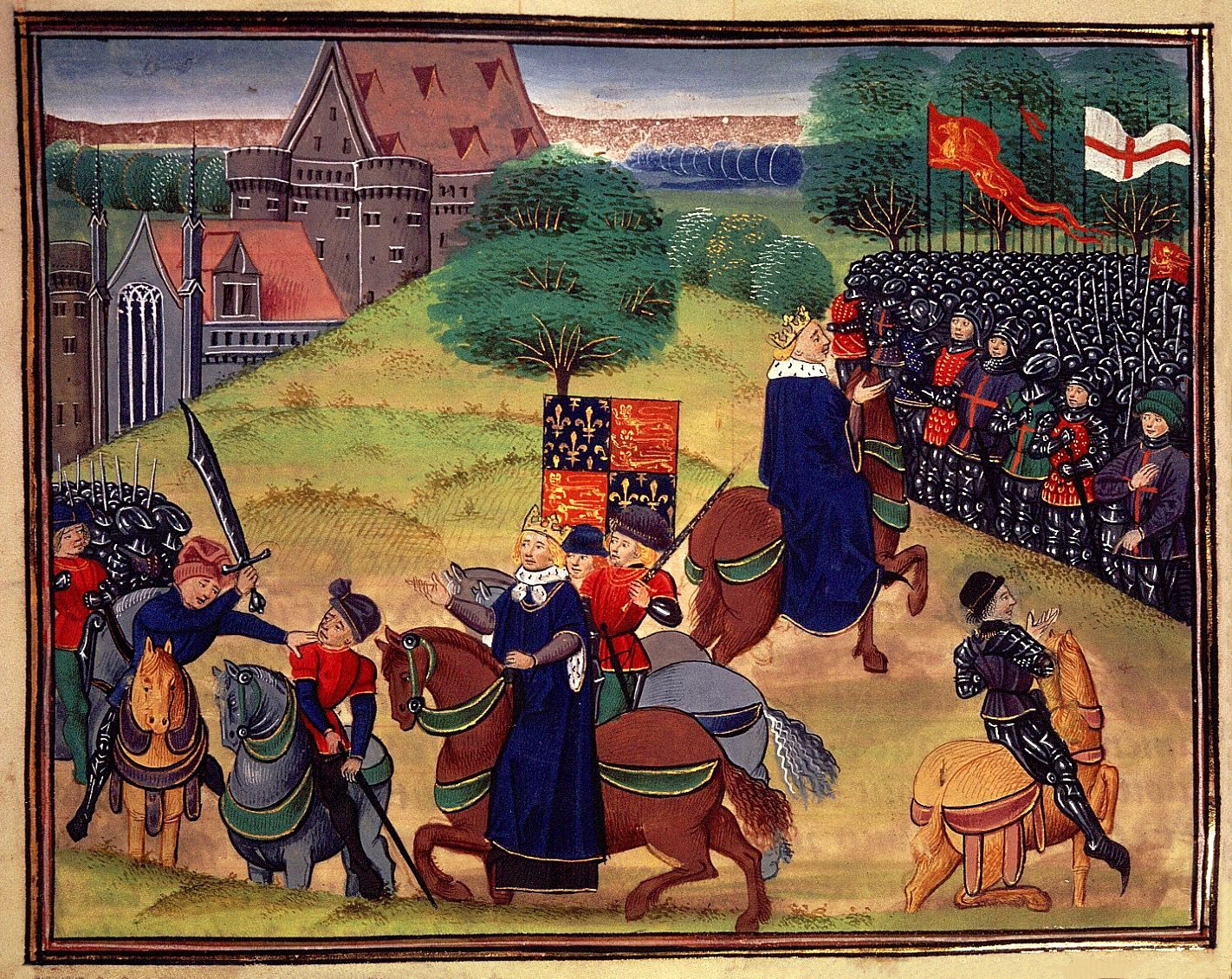
ワット・タイラーの乱
この反乱に参加したジョン・ボールはロラード派の説教師であった。この反乱以降、ロラード派がイングランド王国の平和に対して害をなしているのではないかという考えが広まった

ロラードという言葉（"Lollard、Lollardi あるいは Loller"）は学問的素養に乏しい者、たとえば英語のみで教育された者のことをいう一般的な蔑称であった。すなわち彼らはジョン・ウィクリフにしたがって、英語訳聖書によって活力を与えられていると考えられたからである。15世紀中頃までには、ロラードという用語は、一般に「異教徒」を意味するようになった。 他方ウィクリフ派は、一般により中立的な用語で、ロラード派と似たような主張であるものの、学問的素養が十分である場合に使われた。
ロラードという語の起源は明確ではないものの、4つの主要な説がある：
1. オランダ語の「lollaerd」、つぶやく人、ぶつぶつ言う人という意味の言葉に由来するとするもの。これは同じくオランダ語の「lull」もしくは「lollen」と関連があり、これらの語は「母は子供を寝かそうとなだめた」（"a mother lulls her child to sleep"）の「なだめる」というような、あるいは「歌う、詠唱する」というような意味である。
2. ラテン語の「lolium」、ドクムギに由来するとするもの [5]。
3. ヴァルド派に転向し、ギュイエンヌの伝道者として著名であったロルハルド（"Lolhard"）というフランシスコ会士にちなんだとするもの。当時フランスのギュイエンヌ地方はイギリスの支配下にあったため、イングランドの民衆の信心に影響を与えた。彼は、1370年代にケルンで火刑に処された。
4. 中英語の「loller」、つまり「怠惰な放浪者、怠け者、詐欺的な乞食」を意味する言葉に由来するとするもの。ただしこれはおそらく後の用法で、チョーサーの『カンタベリー物語』によると考えられている。

おそらく最も信憑性の高いのはオランダ語起源説である。オランダではロラード主義の影響の下、ヘールト・フローテによって、1400年代の最後の20年に、オーファーアイセル地方に共同生活兄弟団が作られた。とはいえ、ラテン語の「lolium」（ドクムギ）も興味深い説である。チョーサーが書いた『カンタベリー物語』中の「弁護士の物語」（"The Man of Law's Tale"）のエピローグがそれを裏付けているかのようである。

"And he'll go starting up some heresy
 And sow his tares in our clean corn, perchance."

「そして、彼は異端を始める
 そして、彼はわれわれのきれいな小麦の中にドクムギの種をまく、偶然に」
 --ジェフリー・チョーサー『カンタベリー物語』

## 信仰

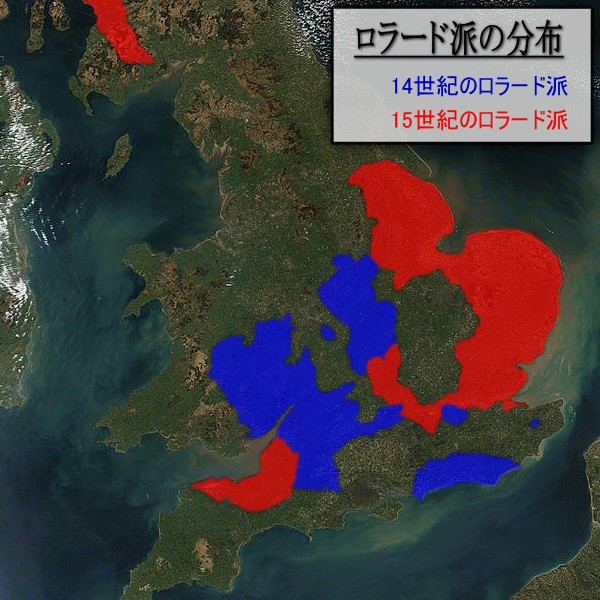
ロラード派の分布
ロラード派はイングランド内でかなりの支持を集めたのみならず、海峡をこえてオランダにもその影響を及ぼした

ロラード主義はジョン・ウィクリフの著作に対する関心から始まったと言うことができるが、ロラード派には核となる制度と教理がなかった。同様に運動が拡大しても、ロラード主義は卓越した権限を持ったり要求したりしなかった。運動は多くの異なる考えを支持したが、それぞれのロラード派がすべての信条に同意する必要はなかった。
基本的に、ロラード派は反教権的であり、カトリック教会は本質において不正であると考えていたため、教会指導者が神によって選ばれているという信仰に賛同しなかった。カトリック教会が様々な点でゆがめられているために、ロラード派は自らの信仰の根拠を聖書に求めた。カトリック教会に対抗する権威を聖書に基づいて獲得するため、より多くのイングランド農民が聖書を読むことができるように、ロラード派は聖書の英語への翻訳を積極的におこなった。ウィクリフ自身も、1384年に死ぬまで多くの章句を翻訳した。
ロラード派の一派は、1395年2月にウエストミンスター大聖堂の扉に『ロラード派の論題12ケ条』（"The Twelve Conclusions of the Lollards"）を掲示し議会に訴えた。この12ケ条は決してロラード派の中心的な見解であるとはいえなかったが、彼らの基本的な考え方は明確に示されていた。まず第1条では、富の蓄積が宗教的な信仰心に代わって貪欲をもたらすという理由から、聖職者が現世で財産を獲得することを拒絶する。第4条では、聖餐式の聖餐用パンが聖書で明確に定められていない矛盾した教義であるというロラード主義的見解を論じる。パンがパンのままであるか、キリストの文字通りの身体になるかどうかは、福音により一様に定められていないというものである。第6条では、これが精神の問題と国家の問題の間での利害対立を生み出すので、教会の中で影響力を持つカトリックの上位聖職者が非宗教的な問題に関心があってはならないと述べている。第8条において、ロラード派の信仰に基づいて、カトリック教会に向けられる畏敬のイメージの滑稽さを指摘する。アン・ハドソンが『宗教改革のイデオロギー』（"Reformation Ideology"）で述べるように、「キリストの十字架、釘、槍と茨の冠が礼拝すべき対象ならば、もし見つかりさえすれば、ユダの唇さえも礼拝するのか？」(p.306)ということである。
ロラード派は、カトリック教会が現世の問題によって腐敗しているとし、本当の教会であるというカトリックの主張は、その伝統によって正当化されることはないと述べた。腐敗の一部は、死者への祈祷と寄進に関係していた。これらが他の仕事から聖職者を遠ざけ、祈祷がすべてに対して等しくされていた時から堕落したのだとされた。ロラード派はまた、偶像破壊主義を唱えて、贅沢な教会の備品を余分であるとみなした。彼らは、贅沢な装飾品で飾り立てることに努力するよりはむしろ、貧窮者を助けて、説教をすることに重点を置かれなければならないと考えていた。聖像も危険なものであると考えられた。なぜかといえば、人々は神よりもむしろ聖像を崇拝するようになっており、偶像崇拝に陥っていると思われたからである。

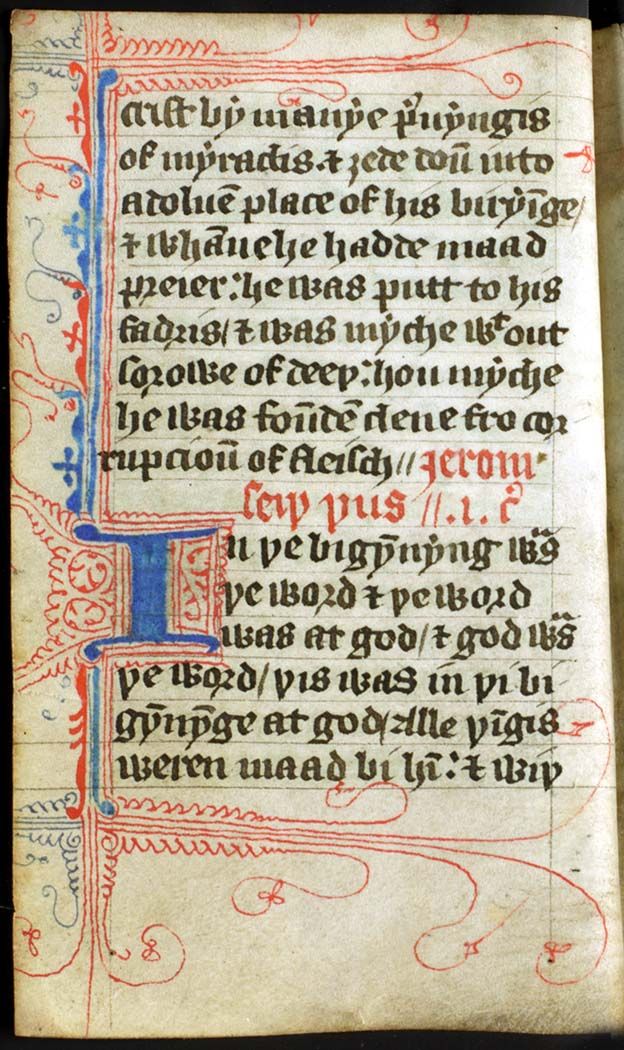
ロラード派の巡回説教師により使われたかもしれないウィクリフ翻訳による「ヨハネによる福音書」冒頭部（14世紀後半）

一般信徒であっても敬虔であれば聖職と同じ職務を果たせると信じていたために、ロラード派は、カトリックの教義によれば、一般信徒と聖職の間に区別を設けることが出来るとされた教会の資格に疑問を呈した。聖職が特別な権威を持っていることにも否定的で、罪を許すのは神であって聖職者ではないのだから、聖職者にはそのような特別な力はないとして、信徒が聖職者へ告解をおこなうことは無意味であるとロラード派は考えていた。ロラード派は聖職者の独身制に疑問を抱き、「現世」の問題が聖職者の精神的な職務に干渉することは由々しきこととして、聖職者が政治的な位置を占めることを批判した。
儀礼や典礼より、聖書により多くの信仰を寄せるべきだとロラード派は信じており、教会の儀式主義を批判して、全質変化の教義や悪魔払いなどの儀式、巡礼と祝福に否定的であった。ロラード派の批判は聖書に根拠のないと思われる教会の権限に向けられ、キリストと福音を逸脱した典礼に対しての関心を呼び起こした。
『12ケ条』のその他の条項によれば、福音に基づいた議論を展開し、犯罪に対する殺害（死刑）・聖職者の独身・聖職者が教会裁判所のみならず一般の法廷でも説明責任があるという考えを述べている。また教会の過剰な装飾や巡礼も、本来の信仰をゆがめているとし、「神に向かえ」と訴えた。さらに戦争・暴力・妊娠中絶もロラード派は批判した。
『12ケ条』の外側にも、ロラード派には多くの信仰と伝統があった。聖書主義はロラード派に宣誓を拒否させた。ロラード派はまた「千年王国」を信じており、ロラード派の一部は教会が「ヨハネの黙示録」に関心を寄せていないことを批判した。ロラード派の多くは終末が近づいていると思い、さらにロラード派の著作の一部は教皇が反キリストであると主張していた。このことはしかし、実際に一人一人の教皇が人間的に偽キリストであるとロラード派が考えていたわけではなく、教皇の制度が偽キリストであるという意味であった。

## 歴史的展開

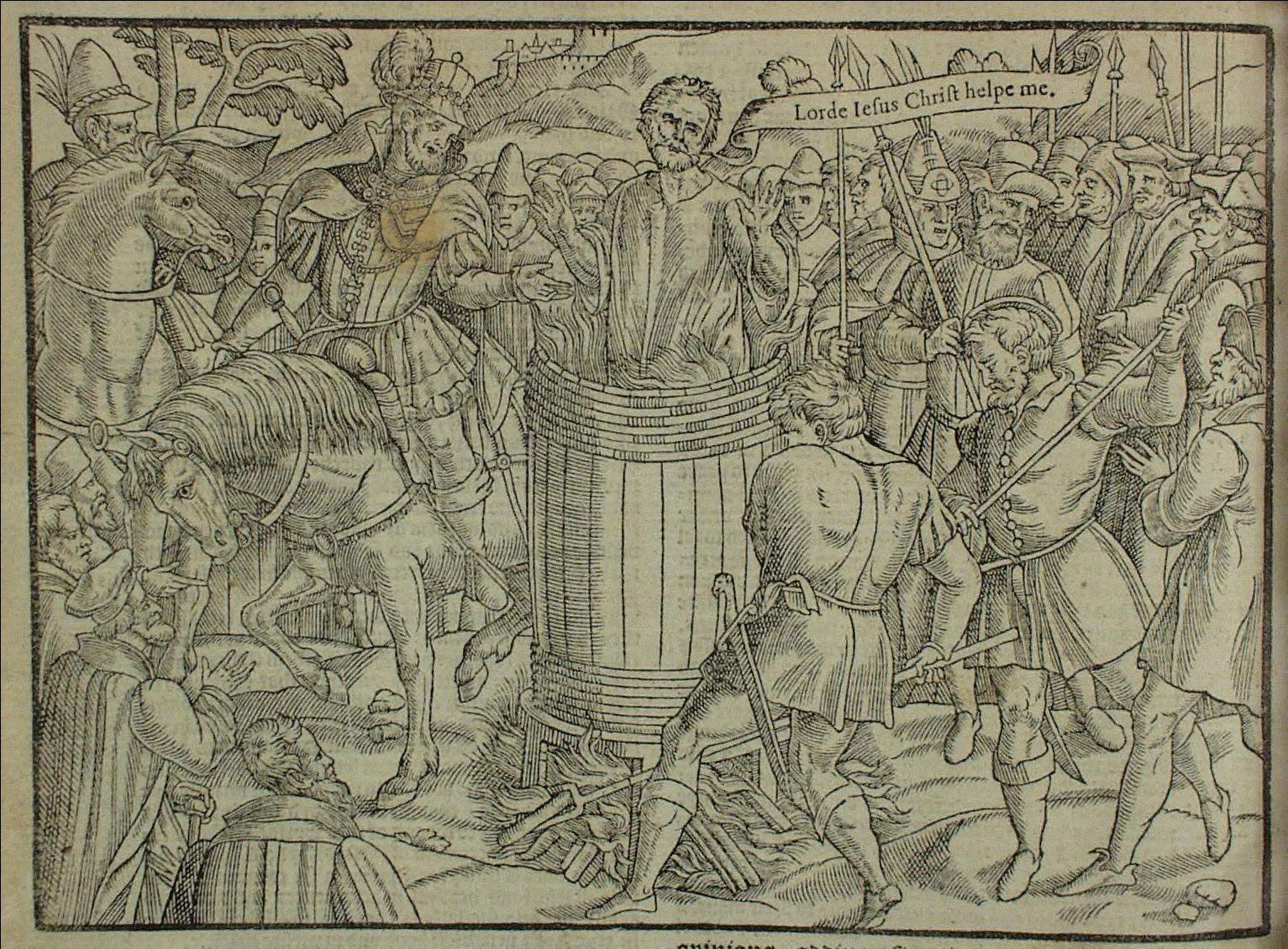
ジョン・バドビーの処刑

ロラード派の教えが広まると、彼らにはすぐに異端であるという疑いがかけられた。当初、ウィクリフとロラード派はジョン・オブ・ゴーントや反教権的な貴族に保護されており、これらの貴族たちはロラード派の考えにしたがって教会財産を否定することで、イングランド国内の修道院から新たな収益を得ることを狙い、彼らの教会改革を支持していた。オックスフォード大学もウィクリフを支持し、彼の反カトリック的な思想にもかかわらず、学問の自由を理由に彼に教授職を、大学内で彼の学説を支持する神学者たちにも保護を与えた。しかし1381年に起こったワット・タイラーの乱以降、迫害されるようになった。ウィクリフやロラード派の大部分が反乱に反対しているにもかかわらず、農民の反乱を指導する者の一人であったジョン・ボールはロラード主義の説教師であったためである。王侯貴族は、これ以降ロラード主義が教会だけでなく、イングランドのすべての社会秩序への脅威であると考えるようになったのであった。ロラード派を保護しようとする動きは以降全く消え去った。このようなロラード派をめぐる環境の変化は、彼らの支持者であったジョン・オブ・ゴーントの失脚にも影響されていた。
ロラード主義は教会や政治権力によって反論された。それらの中で有名なのはカンタベリー大司教であったトマス・アランデルによる批判である。ヘンリー4世によって1401年に成立した「異端火刑法」（"De heretico comburendo"）は、ロラード派に限らず、聖書を所有したり翻訳したりすることを禁じ、これを違えた異端者に対して火刑に処すことを定めた。

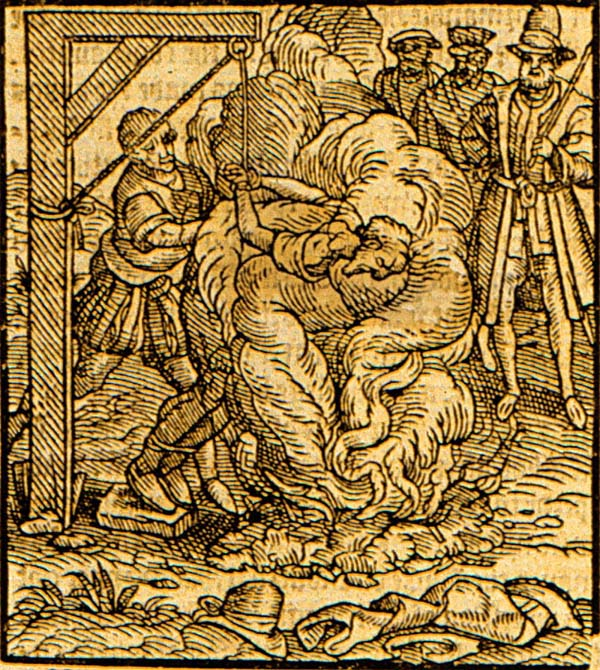
ジョン・オールドカースルの処刑

15世紀初頭、教会と国王による、このような強力な弾圧が行われたためにロラード派は地下に潜伏した。弾圧の例としては、ロラード主義を捨てることを拒否した職人ジョン・バドビーの火刑がある。この事件は、異端を理由にイングランドの俗人に対して行われた、最初の処刑であった。一方でロラード主義を支持する騎士も多く、彼らはイングランドの政治においてかなりの勢力を持っていたが、彼らのような強力な貴族さえこの取締りを逃れることはできなかった。ヘンリー5世の親友であったジョン・オールドカースルはロラード派であると発覚すると裁判にかけられた。オールドカースルはロンドン塔から脱獄し、反乱軍を組織した上、王の誘拐まで試みた（オールドカースルの乱）。が結局、反乱は鎮圧されてオールドカースルは処刑された。オールドカースルの乱はロラード主義が王国の平和自体をも脅しているように感じさせ、ロラード派への迫害はますます厳しいものとなった。こうして激しさを増した弾圧のために、ロラード派は多くの殉教者を出し、1532年にホワイトヒル（現在のチェスハム）でおこなわれたトマス・ハーディングの処刑は、ロラード派弾圧の最後の事例の一つにあげられる。
やがてイングランドにも宗教改革が波及すると、ロラード派はプロテスタントに吸収された。しかしこの時代まで100年以上、ロラード主義は地下に潜伏していたので、ロラード主義と宗教改革派の思想上の接点は曖昧で不確かであり、いまだにこれについての議論は続いている。ただトマス・モアなどの宗教改革反対派は、プロテスタントにかつてのロラード派の姿を見ていた。同様に改革派の側でも、カンタベリー大司教トマス・クランマーはロラード主義を引き合いに出した。「改革派が実際にロラード主義から影響を得たかどうか」と、「改革派がロラード派に言及したかどうか」はどう関係するのか、あるいはそれは「単なる伝統的な感覚に基づくに過ぎないのか」は、学者によって議論されているところである。この時期、民衆の間にどの程度ロラード主義が広まっていたかについても確実な情報はない。しかし、ルター派が偶像破壊主義を主張していないことを考慮すると、イングランドの改革派の間で偶像破壊主義が流行したことは、ツヴィングリの影響でなければ、ロラード主義の影響によるものと考えるのが妥当である。バプティストや清教徒、クエーカーのようなイングランドのプロテスタントとロラード派の間に見られる類似点は、宗教改革を通してロラード主義の思想の一部が継続し、少なからず影響を及ぼしたのではないかということを暗示する。